# Кені Арройо
Кені Арройо (ісп. Keny Arroyo, нар. 14 лютого 2006, Гуаякіль) — еквадорський футболіст, нападник турецького клубу «Бешикташ» та національної збірної Еквадору.

## Клубна кар'єра
Народився 14 лютого 2006 року в місті Гуаякіль. Вихованець футбольної школи клубу «Індепендьєнте дель Вальє». 12 грудня 2023 року дебютував в основному складі клубу в матчі еквадорської Серії A проти клубу «Депортіво Ель Насьйональ» (1:2). Того сезону цей матч залишився для гравця єдиним за рідну команду, а наступного сезону він став регулярніше виходити на поле і взяв участь у 30 матчах чемпіонату.
У лютому 2025 року підписав контракт на 4,5 роки з турецьким «Бешикташем», який придбав 50% прав на гравця за суму близько 6,5 мільйонів євро. Станом на 11 липня 2025 року відіграв за стамбульську команду 1 матчів у національному чемпіонаті.

## Виступи за збірні
2022 року дебютував у складі юнацької збірної Еквадору (U-17), з якою наступного року зіграв на домашньому юнацькому чемпіонаті Південної Америки. Забивши на турнірі гол у матчі проти Парагваю (3:1) та два голи у матчі проти Бразилії (2:2), він допоміг команді посісти друге місце та кваліфікуватись на юнацький чемпіонат світу в Індонезії, де також взяв участь у всіх трьох матчах. Загалом на юнацькому рівні взяв участь у 14 іграх, відзначившись 4 забитими голами.
2025 року залучався до складу молодіжної збірної Еквадору, з якою взяв участь у молодіжному чемпіонаті Південної Америки. На турнірі Кені зіграв у 3 матчах і забив гол у грі проти Болівії (3:1), але еквадорці не змогли вийти з групи. 
16 жовтня 2024 року дебютував в офіційних іграх у складі національної збірної Еквадору, вийшовши на заміну в матчі відбору на чемпіонату світу 2026 року проти Уругваю (0:0).
| Дата       | Місто      | Господарі | Результат | Гості   | Турнір            | Голи | Примітки |
| ---------- | ---------- | --------- | --------- | ------- | ----------------- | ---- | -------- |
| 15-10-2024 | Монтевідео | Уругвай   | 0 – 0     | Еквадор | Відбір до ЧС 2026 | -    | 80'      |
| 14-11-2024 | Гуаякіль   | Еквадор   | 4 – 0     | Болівія | Відбір до ЧС 2026 | -    | 69'      |
| Усього     |            | Матчів    | 2         |         | Голів             | 0    |          |